# Pokrok Západu
«Покрок Западу» (Pokrok Západu с чеш. — «Прогресс Запада») — американская газета на чешском языке, выходившая в Небраске с 1871 по 1920 год, став первой чешской газетой в штате. Она была основана Эдвардом Роузуотером, продана Яну Росицки в 1877 году и снова продана в 1920 году, после чего её дальнейшее издание прекратилось. Это была самая долго выпускавшаяся чешская газета в Соединённых Штатах.

## История
«Покрок западу» была основана в 1871 году Эдвардом Роузуотером, еврейским иммигрантом, который до этого, приехав в Омаху, основал газету Omaha Daily Bee. Будучи первой газетой в штате на чешском языке, «Покрок западу» изначально предназначался для рекламы земельных участков потенциальным поселенцам в штате. Газету спонсировали американские железнодорожные компании. В 1887 году она была продана другому иммигранту Яну Росицкому, работавшим редактором издания. При нём газета стала местом, где чехи могли обмениваться информацией; он использовал её, чтобы повлиять на миграцию чехов на Средний Запад. В то время как большинство чехов штата придерживались взглядов Демократической партии, газета была республиканской по своей ориентации. Её редакторами были Вацлав Снайдер, В. А. Юнг, Ф. Й. Кутак, Ярослав Альберт Хавранек и Отакар Чарват.
Росицки также публиковал другие издания, такие как литературный журнал на чешском языке Květy Americké (с чеш. — «Американские цветы»), в котором публиковались оригинальные работы американских чехов, и Hospodář  (с чеш. — «Фермер»), который стал самым тиражируемым сельскохозяйственным журналом на чешском языке в мире и который поспособствовал чешской иммиграции в Соединённые Штаты. С 1876 по 1890 год «Покрок западу» был официальной газетой общества взаимопомощи чешских фермеров в Небраске. С 1890 года и до своего роспуска в 1893 году рупором общества стало издание Nová Doba (с чеш. — «Новое поколение»), издававшеейся в Скайлере. В 1900 году была основана издательская компания Pokrok Publishing Company, которая издавала местные газеты на чешском языке в других местах и штатах, таких как Айова (Iowský Pokrok), Миннесота (Minnesotský Pokrok) и Уилбер, штат Небраска (Wilberský Týdeník; с чеш. — «Уилберский еженедельник»). С 1915 по 1920 год «Покрок западу» была ежедневной газетой, пока не была продана чикагскому Hlasatel (с чеш. — «Вестник»), и не прекратила выпуск в 1920 году. Это была самая долго выпускавшаяся чешская газета в Соединённых Штатах. Девиз газеты был следующим: «Всегда служа национальным интересам, позвольте мне всегда уделять внимание образованию всех» (чеш. Pilně služíc zájmu národnímu, hledět chci vždy k vzdělání obecnému).